# Verticil·lastre

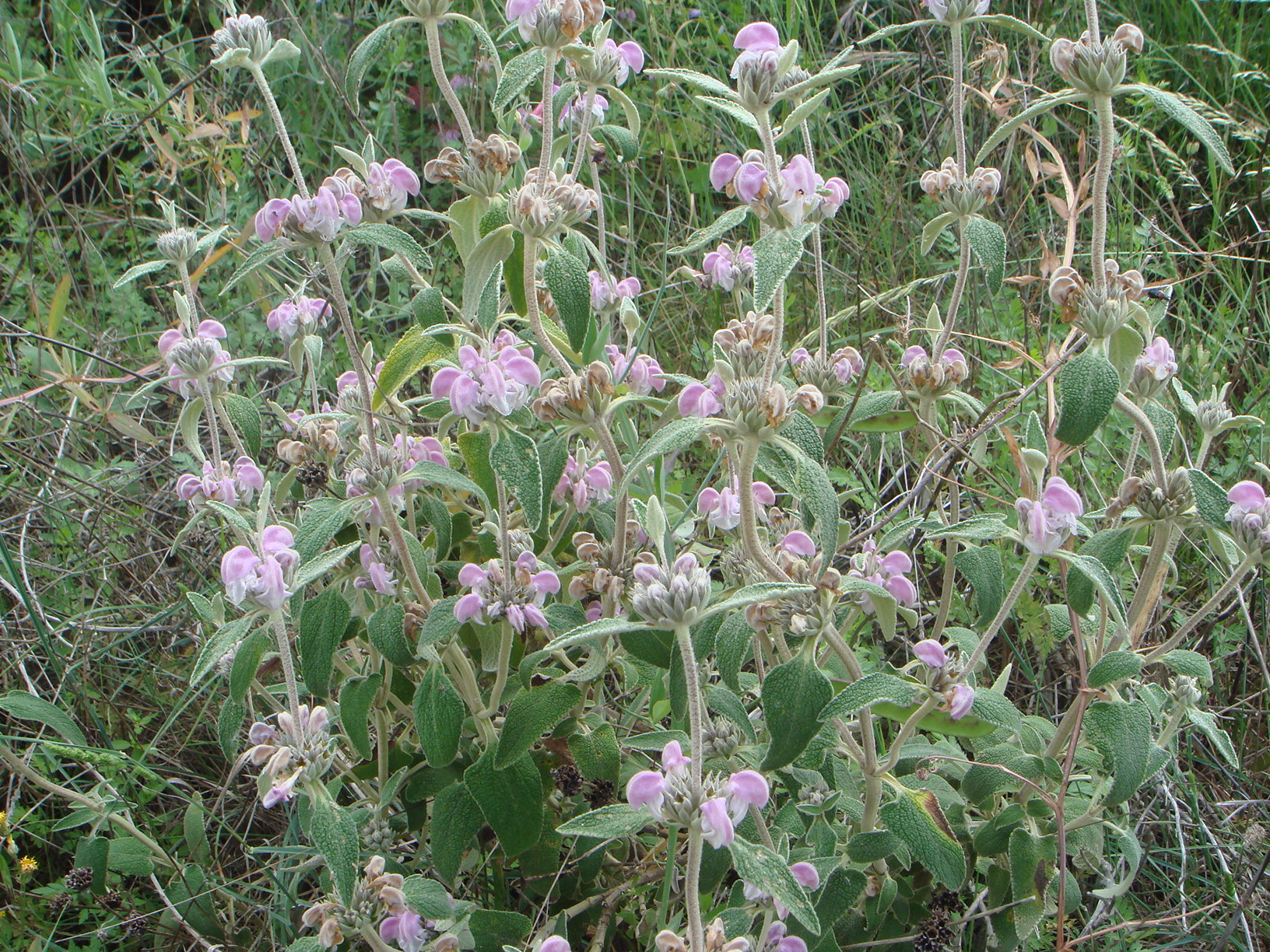
Verticil·lastres de Phlomis purpurea

S'anomena verticil·lastre l'agrupament de flors que, disposades en cimes de peduncles curts, són situades a un mateix nivell. Els verticil·lastres són molt típiques de la família de les lamiàcies.